# Hilary Pritchard
Hilary Pritchard (Ilha de Man, 16 de abril de 1942 – Ilha de Man, 29 de julho de 1996) foi uma atriz britânica de cinema e televisão, ativa entre as décadas de 1960 e 1970. Ela nasceu e faleceu na Ilha de Man, no Reino Unido.

## Filmografia selecionada
- What's Good for the Goose (1969)
- Futtock's End (1970)
- She'll Follow You Anywhere (1971)
- The Optimists (1973)
- All I Want Is You... and You... and You... (1974)
- The Over-Amorous Artist (1974)
- Under the Doctor (1976)
- Adventures of a Private Eye (1977)
- A Touch of the Sun (1979)
- The Thief and the Cobbler (1993)